# Segunda División de Chile 1994
Segunda División de Chile 1994 var den näst högsta divisionen för fotboll i Chile under säsongen 1994. Serien spelades mellan sexton lag där alla lag mötte varandra två gånger (en gång hemma och en gång borta). Därefter gick de två främsta lagen upp i Primera División och de två närmast följande gick till uppflyttningskval. Laget på sista plats flyttades ner till Tercera División.

## Tabell
| Nr | Lag                   | S  | V  | O  | F  | GM | IM | MS  | P  |
| -- | --------------------- | -- | -- | -- | -- | -- | -- | --- | -- |
| 1  | Deportes Concepción   | 30 | 17 | 8  | 5  | 46 | 20 | +26 | 42 |
| 2  | Huachipato            | 30 | 15 | 9  | 6  | 42 | 26 | +16 | 39 |
| 3  | Fernández Vial        | 30 | 11 | 14 | 5  | 48 | 38 | +10 | 36 |
| 4  | Colchagua             | 30 | 14 | 8  | 8  | 38 | 28 | +10 | 36 |
| 5  | Deportes Ovalle       | 30 | 13 | 9  | 8  | 34 | 24 | +10 | 35 |
| 6  | Unión Santa Cruz      | 30 | 12 | 7  | 11 | 37 | 33 | +4  | 31 |
| 7  | Audax Italiano        | 30 | 11 | 8  | 11 | 48 | 54 | −6  | 30 |
| 8  | Deportes Iquique      | 30 | 11 | 7  | 12 | 50 | 45 | +5  | 29 |
| 9  | Deportes Arica        | 30 | 10 | 9  | 11 | 37 | 43 | −6  | 29 |
| 10 | Santiago Wanderers    | 30 | 9  | 10 | 11 | 48 | 43 | +5  | 28 |
| 11 | Ñublense              | 30 | 10 | 8  | 12 | 36 | 39 | −3  | 28 |
| 12 | Deportes Puerto Montt | 30 | 8  | 11 | 11 | 38 | 42 | −4  | 27 |
| 13 | Deportes Melipilla    | 30 | 9  | 8  | 13 | 31 | 44 | −13 | 26 |
| 14 | Unión San Felipe      | 30 | 7  | 9  | 14 | 30 | 47 | −17 | 23 |
| 15 | Unión La Calera       | 30 | 6  | 9  | 15 | 24 | 39 | −15 | 21 |
| 16 | Lota Schwager         | 30 | 6  | 8  | 16 | 23 | 45 | −22 | 20 |